# Alpine F1
Alpine, Alpine F1 Team (od 2022 BWT Alpine F1 Team) – francuski zespół i konstruktor Formuły 1, należący do Grupy Renault, powstały na bazie fabrycznej ekipy francuskiego producenta, startujący w wyścigach Grand Prix od sezonu 2021.

## Historia

### Samochody testowe
Pierwsza próba zaangażowania Alpine w Formułę 1 sięga 1968 roku. Wówczas to Richard Bouleau zaprojektował model A350, który był testowany przez Mauro Bianchiego. Pojazd był napędzany przez silnik Renault-Gordini. Mimo zgłoszenia pojazdu do Grand Prix Francji, z powodu niezadowalających osiągów Renault zawetowało start Alpine. Po Grand Prix Francji pojazd został zniszczony
W 1976 roku zbudowany został Alpine A500 projektu André de Cortanze. Samochód był platformą testową dla nowego silnika turbodoładowanego Renault. 

### Starty w Formule 1
We wrześniu 2020 roku Renault potwierdziło zmianę nazwy swojego zespołu Formuły 1 z Renault DP World F1 Team na Alpine F1 Team. Miało to związek z restrukturyzacją wskrzeszonej przez Renault marki Alpine. Debiut Alpine w Formule 1 ma na celu zwiększenie rozpoznawalności marki. Szefem zespołu został Davide Brivio, wcześniej pracujący w MotoGP.

#### 2021
W sezonie 2021 kierowcami Alpine byli Fernando Alonso i Esteban Ocon. Kierowcą rezerwowym został Daniił Kwiat. 2 marca 2021 zaprezentowano samochód Alpine A521. Mimo braku punktów w Bahrajnie, kierowcy Alpine zdobywali punkty w następnych piętnastu wyścigach, natomiast Esteban Ocon zwyciężył w Grand Prix Węgier. Wówczas to było pierwsze zwycięstwo francuskiego kierowcy, jądacego francuskim samochodem, posiadającym silnik francuskiego producenta od Grand Prix Austrii 1983. Dodatkowo podczas Grand Prix Kataru, Alonso zajął trzecie miejsce, co było pierwszym podium hiszpańskiego kierowcy od Grand Prix Węgier 2014. Pierwszy sezon Alpine zakończył dla zespołu zajęciem piątej pozycji w klasyfikacji konstruktorów, natomiast Fernando Alonso i Esteban Ocon zostali sklasyfikowani w klasyfikacji kierowców odpowiednio na dziesiątym i jedenastym miejscu.

#### 2022
13 stycznia 2022, Marcin Budkowski zrezygnował z funkcji dyrektora wykonawczego zespołu. Cztery dni później ogłoszono, że Alain Prost stracił funkcję dyrektora niewykonawczego ekipy. Na początku lutego 2022, zespół poinformował, że dyrektor techniczny Pat Fry został szefem ds. technicznych w zespole, zaś dotychczasowe stanowisko Fry'a przejął Matt Harman. Kilka dni później, zespół ogłosił sponsora tytularnego ekipy, którym zostało BWT. 17 lutego 2022, Otmar Szafnauer został ogłoszony nowym szefem zespołu. Zespół w sezonie 2022 zachował Fernando Alonso i Estebana Ocona, zaś nowym kierowcą rezerwowym został Oscar Piastri, mistrz Formuły 2 z 2021. W trakcie sezonu zespół zdobył czwarte miejsce w klasyfikacji konstruktorów, natomiast Esteban Ocon i Fernando Alonso zajęli odpowiednio ósme i dziewiąte miejsce. W trakcie sezonu odejście z zespołu ogłosił Fernando Alonso, po czym sam zespół ogłosił zakontraktowanie Oscara Piastriego. Sam kierowca zaprzeczył jednak tej informacji, natomiast Alpine wytoczyło kierowcy proces sądowy, który zespół później przegrał. Ostatecznie nowym kierowcą zespołu na następny sezon został Pierre Gasly, natomiast funkcję kierowcy rezerwowego objął Jack Doohan.

## Wyniki
| Legenda oznaczeń w tabelach wyników Wyświetl szablon na nowej stronie | Legenda oznaczeń w tabelach wyników Wyświetl szablon na nowej stronie                                                                     |
| Oznaczenie                                                            | Wyjaśnienie |
| --------------------------------------------------------------------- | --- |
| Złoty                                                                 | Zwycięzca lub mistrzostwo |
| Srebrny                                                               | 2. miejsce lub wicemistrzostwo |
| Brązowy                                                               | 3. miejsce lub II wicemistrzostwo |
| Zielony                                                               | Ukończył, punktował (w klasyfikacji generalnej, gdy zdobył co najmniej jeden punkt na przestrzeni sezonu, poza trzema powyższymi opcjami) |
| Niebieski                                                             | Ukończył, nie punktował (w klasyfikacji generalnej, gdy nie zdobył co najmniej jednego punktu na przestrzeni sezonu)                      |
| Czerwony                                                              | Nie zakwalifikował się (NZ) |
| Czerwony                                                              | Nie prekwalifikował się (NPK) |
| Różowy                                                                | Nie ukończył (NU) |
| Różowy                                                                | Niesklasyfikowany (NS) (w klasyfikacji generalnej, gdy nie został sklasyfikowany w żadnym wyścigu sezonu)                                 |
| Czarny                                                                | Zdyskwalifikowany (DK) |
| Czarny                                                                | Wykluczony (WYK/EX) |
| Biały                                                                 | Nie wystartował (NW) |
| Biały                                                                 | Kontuzjowany (K/INJ) |
| Biały                                                                 | Wyścig odwołany (OD/C) |
| Bez koloru                                                            | Został wycofany (WYC/WD) |
| Bez koloru                                                            | Nie przybył (NP/DNA) |
| Bez koloru                                                            | Nie brał udziału w treningach (NT/DNP) |
| Bez koloru                                                            | Nie został zgłoszony (–) |
| Pogrubienie                                                           | Start z pole position |
| Kursywa                                                               | Najszybsze okrążenie wyścigu |
| †                                                                     | Nie ukończył, ale jego rezultat został zaliczony ze względu na przejechanie więcej niż 90% dystansu wyścigu.                              |
| *                                                                     | Sezon w trakcie |
| 1/2/3                                                                 | Punktowana pozycja w sprincie |
| Lista systemów punktacji Formuły 1                                    | |

| Sezon | Konstruktor    | Kierowcy         | Wyniki w poszczególnianych eliminacjach | Wyniki w poszczególnianych eliminacjach | Wyniki w poszczególnianych eliminacjach | Wyniki w poszczególnianych eliminacjach | Wyniki w poszczególnianych eliminacjach | Wyniki w poszczególnianych eliminacjach | Wyniki w poszczególnianych eliminacjach | Wyniki w poszczególnianych eliminacjach | Wyniki w poszczególnianych eliminacjach | Wyniki w poszczególnianych eliminacjach | Wyniki w poszczególnianych eliminacjach | Wyniki w poszczególnianych eliminacjach | Wyniki w poszczególnianych eliminacjach | Wyniki w poszczególnianych eliminacjach | Wyniki w poszczególnianych eliminacjach | Wyniki w poszczególnianych eliminacjach | Wyniki w poszczególnianych eliminacjach | Wyniki w poszczególnianych eliminacjach | Wyniki w poszczególnianych eliminacjach | Wyniki w poszczególnianych eliminacjach | Wyniki w poszczególnianych eliminacjach | Wyniki w poszczególnianych eliminacjach | Wyniki w poszczególnianych eliminacjach | Wyniki w poszczególnianych eliminacjach | Wyniki kierowców | Wyniki kierowców | Wyniki konstruktora | Wyniki konstruktora |
| 2021  |                |                  | Bahrajn                                 | Emilia-Romania                          | Portugalia                              | Hiszpania                               | Monako                                  | Azerbejdżan                             | Francja                                 |                                         | Austria                                 | Wielka Brytania                         | Węgry                                   | Belgia                                  | Holandia                                | Włochy                                  | Rosja                                   | Turcja                                  | Stany Zjednoczone                       | Meksyk                                  |                                         | Katar                                   | Arabia Saudyjska                        |                                         |                                         |                                         | Pkt.             | Msc.             | Pkt.                | Msc.                |
| ----- | -------------- | ---------------- | --------------------------------------- | --------------------------------------- | --------------------------------------- | --------------------------------------- | --------------------------------------- | --------------------------------------- | --------------------------------------- | --------------------------------------- | --------------------------------------- | --------------------------------------- | --------------------------------------- | --------------------------------------- | --------------------------------------- | --------------------------------------- | --------------------------------------- | --------------------------------------- | --------------------------------------- | --------------------------------------- | --------------------------------------- | --------------------------------------- | --------------------------------------- | --------------------------------------- | --------------------------------------- | --------------------------------------- | ---------------- | ---------------- | ------------------- | ------------------- |
| 2021  | Alpine-Renault | Fernando Alonso  | NU                                      | 10                                      | 8                                       | 17                                      | 13                                      | 6                                       | 8                                       | 9                                       | 10                                      | 7                                       | 4                                       | 11                                      | 6                                       | 8                                       | 6                                       | 16                                      | NU                                      | 9                                       | 9                                       | 3                                       | 13                                      | 8                                       |                                         |                                         | 81               | 10               | 155                 | 5                   |
| 2021  | Alpine-Renault | Esteban Ocon     | 13                                      | 9                                       | 7                                       | 9                                       | 9                                       | NU                                      | 14                                      | 14                                      | NU                                      | 9                                       | 1                                       | 7                                       | 9                                       | 10                                      | 14                                      | 10                                      | NU                                      | 13                                      | 8                                       | 5                                       | 4                                       | 9                                       |                                         |                                         | 74               | 11               | 155                 | 5                   |
| 2022  |                |                  | Bahrajn                                 | Arabia Saudyjska                        | Australia                               | Emilia-Romania                          | Stany Zjednoczone                       | Hiszpania                               | Monako                                  | Azerbejdżan                             | Kanada                                  | Wielka Brytania                         | Austria                                 | Francja                                 | Węgry                                   | Belgia                                  | Holandia                                | Włochy                                  | Singapur                                | Japonia                                 | Stany Zjednoczone                       | Meksyk                                  |                                         |                                         |                                         |                                         | Pkt.             | Msc.             | Pkt.                | Msc.                |
| 2022  | Alpine-Renault | Fernando Alonso  | 9                                       | NU                                      | 17                                      | NU                                      | 11                                      | 9                                       | 7                                       | 7                                       | 9                                       | 5                                       | 10                                      | 6                                       | 8                                       | 5                                       | 6                                       | NU                                      | NU                                      | 7                                       | 7                                       | 19                                      | 5                                       | NU                                      |                                         |                                         | 81               | 9                | 173                 | 4                   |
| 2022  | Alpine-Renault | Esteban Ocon     | 7                                       | 6                                       | 7                                       | 14                                      | 8                                       | 7                                       | 12                                      | 10                                      | 6                                       | NU                                      | 5                                       | 8                                       | 9                                       | 7                                       | 9                                       | 11                                      | NU                                      | 4                                       | 11                                      | 8                                       | 8                                       | 7                                       |                                         |                                         | 92               | 8                | 173                 | 4                   |
| 2023  |                |                  | Bahrajn                                 | Arabia Saudyjska                        | Australia                               | Azerbejdżan                             | Stany Zjednoczone                       | Monako                                  | Hiszpania                               | Kanada                                  | Austria                                 | Wielka Brytania                         | Węgry                                   | Belgia                                  | Holandia                                | Włochy                                  | Singapur                                | Japonia                                 | Katar                                   | Stany Zjednoczone                       | Meksyk                                  |                                         | Stany Zjednoczone                       |                                         |                                         |                                         | Pkt.             | Msc.             | Pkt.                | Msc.                |
| 2023  | Alpine-Renault | Pierre Gasly     | 9                                       | 9                                       | 13                                      | 14                                      | 8                                       | 7                                       | 10                                      | 12                                      | 10                                      | 18                                      | NU                                      | 11                                      | 3                                       | 15                                      | 6                                       | 10                                      | 12                                      | 67                                      | 11                                      | 7                                       | 11                                      | 13                                      |                                         |                                         | 62               | 11               | 120                 | 6                   |
| 2023  | Alpine-Renault | Esteban Ocon     | NU                                      | 8                                       | 14                                      | 15                                      | 9                                       | 3                                       | 8                                       | 8                                       | 14                                      | NU                                      | NU                                      | 8                                       | 10                                      | NU                                      | NU                                      | 9                                       | 7                                       | NU                                      | 10                                      | 10                                      | 4                                       | 12                                      |                                         |                                         | 58               | 12               | 120                 | 6                   |
| 2024  |                |                  | Bahrajn                                 | Arabia Saudyjska                        | Australia                               | Japonia                                 |                                         | Stany Zjednoczone                       | Emilia-Romania                          | Monako                                  | Kanada                                  | Hiszpania                               | Austria                                 | Wielka Brytania                         | Węgry                                   | Belgia                                  | Holandia                                | Włochy                                  | Azerbejdżan                             | Singapur                                | Stany Zjednoczone                       | Meksyk                                  |                                         | Stany Zjednoczone                       | Katar                                   |                                         | Pkt.             | Msc.             | Pkt.                | Msc.                |
| 2024  | Alpine-Renault | Pierre Gasly     | 18                                      | NU                                      | 13                                      | 16                                      | 13                                      | 12                                      | 16                                      | 10                                      | 9                                       | 9                                       | 10                                      | NW                                      | NU                                      | 13                                      | 9                                       | 15                                      | 12                                      | 17                                      | 12                                      | 10                                      | 3                                       | NU                                      | 5                                       | 7                                       | 42               | 10               | 65                  | 6                   |
| 2024  | Alpine-Renault | Esteban Ocon     | 17                                      | 13                                      | 16                                      | 15                                      | 11                                      | 10                                      | 14                                      | NU                                      | 10                                      | 10                                      | 12                                      | 16                                      | 18                                      | 9                                       | 15                                      | 14                                      | 15                                      | 13                                      | 18                                      | 13                                      | 2                                       | 17                                      | NU                                      | –                                       | 23               | 14               | 65                  | 6                   |
| 2024  | Alpine-Renault | Jack Doohan      | –                                       | –                                       | –                                       | –                                       | –                                       | –                                       | –                                       | –                                       | –                                       | –                                       | –                                       | –                                       | –                                       | –                                       | –                                       | –                                       | –                                       | –                                       | –                                       | –                                       | –                                       | –                                       | –                                       | 15                                      | 0                | 24               | 65                  | 6                   |
| 2025  |                |                  | Australia                               |                                         | Japonia                                 | Bahrajn                                 | Arabia Saudyjska                        | Stany Zjednoczone                       | Emilia-Romania                          | Monako                                  | Hiszpania                               | Kanada                                  | Austria                                 | Wielka Brytania                         | Belgia                                  | Węgry                                   | Holandia                                | Włochy                                  | Azerbejdżan                             | Singapur                                | Stany Zjednoczone                       | Meksyk                                  |                                         | Stany Zjednoczone                       | Katar                                   |                                         | Pkt.             | Msc.             | Pkt.                | Msc.                |
| 2025  | Alpine-Renault | Jack Doohan      | NU                                      | 13                                      | 15                                      | 14                                      | 17                                      | NU                                      | –                                       | –                                       | –                                       | –                                       | –                                       | –                                       | –                                       | –                                       |                                         |                                         |                                         |                                         |                                         |                                         |                                         |                                         |                                         |                                         | 0                | 21               | 20                  | 10                  |
| 2025  | Alpine-Renault | Franco Colapinto | –                                       | –                                       | –                                       | –                                       | –                                       | –                                       | 16                                      | 13                                      | 15                                      | 13                                      | 15                                      | NU                                      | 19                                      | 18                                      |                                         |                                         |                                         |                                         |                                         |                                         |                                         |                                         |                                         |                                         | 0                | 20               | 20                  | 10                  |
| 2025  | Alpine-Renault | Pierre Gasly     | 11                                      | DK                                      | 13                                      | 7                                       | NU                                      | 13                                      | 13                                      | NU                                      | 8                                       | 15                                      | 13                                      | 6                                       | 10                                      | 19                                      |                                         |                                         |                                         |                                         |                                         |                                         |                                         |                                         |                                         |                                         | 20               | 14               | 20                  | 10                  |